# Riba-roja d’Ebre
Riba-roja d’Ebre település Spanyolországban, Tarragona tartományban. Riba-roja d’Ebre Almatret, Maials, Flix, Ascó, La Fatarella, Vilalba dels Arcs, La Pobla de Massaluca és Fayón községekkel határos. Lakosainak száma 1128 fő (2024).

## Népesség
A település népessége az elmúlt években az alábbi módon változott:
| Lakosok száma | 191  | 2093 | 1511 | 3041 | 1748 | 1357 | 1336 | 1195 | 1126 | 1128 |
|               | 1717 | 1900 | 1940 | 1960 | 1986 | 2005 | 2010 | 2014 | 2019 | 2024 |